# Wabasso tungusicus
Wabasso tungusicus is een spinnensoort in de taxonomische indeling van de hangmatspinnen (Linyphiidae).
Het dier behoort tot het geslacht Wabasso. De wetenschappelijke naam van de soort werd voor het eerst geldig gepubliceerd in 1988 door Kirill Yuryevich Eskov.